# Сви момци воле Менди Лејн
Сви момци воле Менди Лејн (енгл. All the Boys Love Mandy Lane) амерички је слешер хорор филм из 2006. године, редитеља Џонатана Левина са Амбер Херд, Мајклом Велчом, Витни Ејбл, Едвином Хоџом и Луком Грајмсом у главним улогама. Радња прати групу популарних средњошколаца који праве журку на удаљеном сеоском ранчу, где их прогони серијски убица. Редитељ Џонатан Левин и сценариста Џејкоб Форман, изјавили су једном приликом да су инспирацију за филм нашли у Тексашком масакру моторном тестером (1974), култном класику Тоба Хупера.
Филм је премијерно приказан 10. септембра 2006, на Филмском фестивалу у Торонту. Услед проблема са ауторским правима, филм је у Европи приказан так 2008, а у САД-у тек 2013. године. Од продаје биоскопских карата, филм је у европским земљама зарадио 1,89 милиона долара, чиме је покрио буџет од 750.000 $.
Добио је помешане оцене критичара и публике. На сајту Ротен томејтоуз оцењен је са 46% уз генералну рецензију да је „довољно добар да привуче пажњу фанова хорор филмова, али недовољно за мејнстрим публику”.

## Радња
У једној тексашкој средњој школи, сви момци сањају да буду са Менди Лејн иако она не изгледа заинтересовано за њих. На опште изненађење свих, она прихвата позив својих другова из разреда да им се придружи на журци, коју организују на удаљеном сеоском ранчу. Међутим, групу почиње да прати мистериозни серијски убица.

## Улоге
| Глумац          | Улога         |
| --------------- | ------------- |
| Амбер Херд      | Менди Лејн    |
| Мајкл Велч      | Емет          |
| Ансон Маунт     | Гарт          |
| Витни Ејбл      | Клои          |
| Едвин Хоџ       | Берд          |
| Арон Химелстајн | Ред           |
| Лук Грајмс      | Џејк          |
| Мелиса Прајс    | Марлин        |
| Адам Пауел      | Дилан         |
| Пејтон Хејслип  | тетка Џо      |
| Брук Блум       | Џен           |
| Роберт Ерл Кин  | возач камиона |